# Astronomie extragalactique

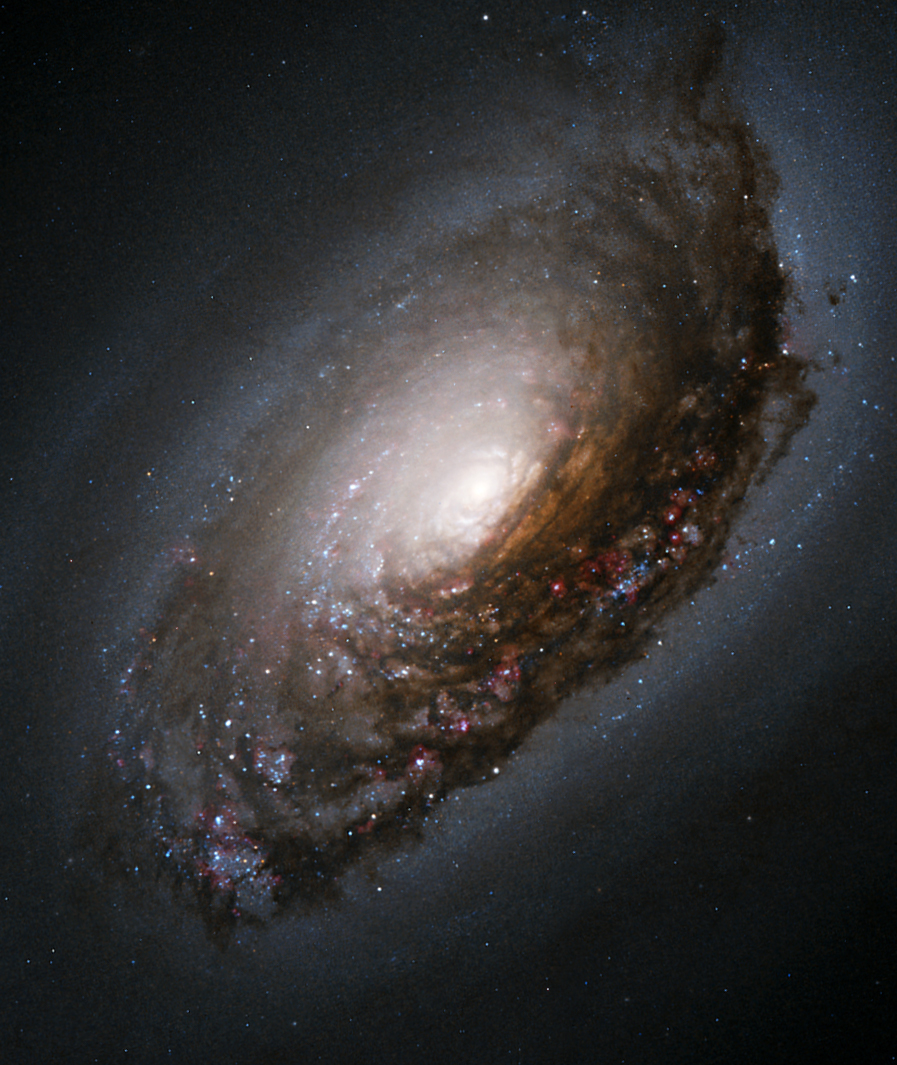
Des astres extragalactique

L’astronomie extragalactique est une branche de l'astronomie qui étudie les objets célestes n'appartenant pas à notre galaxie (et donc tous les objets qui ne sont pas concernés par l'astronomie galactique).

## Description
Avec l'amélioration constante des instruments d'observation astronomique, de plus en plus d'objets lointains peuvent être observés. Il est donc parfois utile de diviser cette branche en deux :
- L’astronomie extragalactique proche traite des objets tels que les galaxies du groupe local, qui sont suffisamment proches pour que l'on puisse analyser de façon détaillée les objets qui les composent (rémanents de supernova, amas stellaire, etc.).
- L’astronomie extragalactique lointaine étudie les objets plus éloignés, et dont seuls les plus brillants sont observables.

## Principaux objets célestes étudiés
- Galaxies et amas de galaxies
- Le groupe local
- Quasars
- Pulsars
- Trous noirs
- Supernova